# Adlai Stevenson I
Adlai Ewing Stevenson I (Contea di Christian, 23 ottobre 1835 – Chicago, 14 giugno 1914) è stato un politico statunitense, vicepresidente degli Stati Uniti d'America durante il secondo mandato non consecutivo di Grover Cleveland dal 1893 al 1897.
Massone, fu membro della Loggia Metamora n. 28 di Metamora (Illinois) e in seguito della loggia Bloomington n. 43 di Bloomington (Illinois), della quale divenne Maestro venerabile nel 1874. Fu grande oratore della Gran Loggia dell'Illinois.